# 科靈斯沃思縣
科靈斯沃思縣（英語：Collingsworth County）位美國德克薩斯州北部狹地的一個縣，東鄰奧克拉荷馬州。面積2,381平方公里。根据美國2000年人口普查，共有人口3,206人。縣治惠靈頓（Wellington）。
成立於1876年8月21日，縣政府成立於1890年9月30日。縣名紀念德克薩斯共和國首任首席大法官詹姆斯·T·科林斯沃思（James T. Collinsworth，縣名的g乃手民之誤）。